# 2005年のバレーボール
< 2005年 | 2005年のスポーツ
2005年のバレーボール（2005ねんのバレーボール）では、2005年（平成17年）のバレーボール関連の出来事をまとめる。

## できごと

### 1月
- 12日 - イギリス・シェフィールドにて2006年世界選手権大陸予選が開始。男女174チームが参加し、8月28日にかけて世界各地で予選が行われた[1]。大会開催国の日本は男女とも予選を免除された。

### 2月
- 6日 - コッパ・イタリア女子でコルッシ・ペルージャが2年ぶりの優勝[2]。
- 8日 - 元中国女子代表で1984年ロサンゼルスオリンピック金メダリストの郎平がアメリカ女子代表監督に就任し、母国開催の2008年北京オリンピックを目指すと発表された[3][4]。
- 11日 - 2005年度全日本男子代表登録メンバーが発表[5]。
- 20日 - 元全日本代表でJTマーヴェラス所属の熊前知加子が久光製薬戦でVリーグ日本記録のアタック2000得点を達成[6]。
- 27日 - コッパ・イタリア男子でシスレー・トレヴィーゾが2連覇[7]。

### 3月
- 13日 - Vプレミアリーグ男子決勝で東レ・アローズが初優勝[8]。
- 20日 - 欧州チャンピオンズリーグ女子でイタリアのフォッパペドレッティ・ベルガモが5年ぶりの優勝[9]。
- 21日 - Vプレミアリーグ女子決勝でNECレッドロケッツが2年ぶり4回目の優勝[10]。
- 24日 - 2005年度全日本女子代表登録メンバーが発表[11]。
- 27日 - 欧州チャンピオンズリーグ男子でフランスのトゥールVBが初優勝[12]。

### 5月
- 1日 - 第54回黒鷲旗全日本選手権大会予選ラウンド、久光製薬スプリングスが第2セットで東北福祉大学を25-0で零封（サーバーは先野久美子）[13]。
- 3日 - 元全日本代表で最年長35歳で2004年アテネオリンピックに出場した茂原アルカス所属の辻知恵が今季限りでの引退を発表[14]。
- 10日 - 元全日本代表でVリーグ5連覇に貢献したサントリーサンバーズ所属の佐々木太一が現役引退を発表[15]。
- 11日 - イタリア・セリエA女子でデスパル・ペルージャが2年ぶりの優勝[16]。
- 13日 - 元全日本代表で1988年ソウルオリンピックに出場した旭化成スパーキッズ所属の眞鍋政義が5日の全日本選手権をもって現役引退し、久光製薬スプリングス監督に就任したと発表された[17][18]。
- 16日 - イタリア・セリエA男子でシスレー・トレヴィーゾが3連覇[19]。元全日本代表・加藤陽一所属のRPAペルージャは準優勝。
- 20日 - ルーベン・アコスタFIVB会長が首相官邸を訪れ、小泉純一郎首相を表敬訪問[20][21]。
- 30日 - 女子アジアクラブ選手権で中国の天津ブリヂストンが初優勝[22]。

### 6月
- 8日 - 男子アジアクラブ選手権でカザフスタンのラハトが初優勝。

### 7月
- ?日 - 久光製薬スプリングスが6月30日付で元全日本代表・満永ひとみら2名の退団を発表[23]。
- 10日 - セルビア・モンテネグロ・ベオグラードで開催された第16回ワールドリーグでブラジルが3連覇[24]。
- 18日 - 日本・仙台市で開催された第13回ワールドグランプリでブラジルが2連覇[25]。
- 26日 - 元ペルー女子代表で1988年ソウルオリンピック銀メダリストのセシリア・タイトら6名のバレーボール殿堂入りが発表された[26]。

### 8月
- 4日 - 全日本代表でNECレッドロケッツ所属の高橋みゆきがイタリア・セリエAのヴィチェンツァ・バレーで入団発表[27]。NECに籍を残したまま1シーズン海外派遣という形が取られた[28]。
- 8月31日 - NECレッドロケッツの河村めぐみが引退。

### 9月
- 1日 - Vリーグ機構が有限責任中間法人日本バレーボールリーグ機構として登記され法人設立[29][30]。
- 8日 - 中国・太倉市で開催された第13回アジア選手権女子大会で中国が10連覇[31]。日本は3位。
- 11日 - イタリア・ローマで開催された第24回欧州選手権男子大会でイタリアが2連覇[32]。
- 11日 - トリニダード・トバゴ・ポートオブスペインで開催された第19回北中米選手権女子大会でアメリカ合衆国が3連覇[33]。
- 15日 - カナダ・ウィニペグで開催された第19回北中米選手権男子大会でアメリカ合衆国が2連覇[34]。
- 15日 - ナイジェリア・アブジャで開催された第11回アフリカ選手権女子大会でケニアが4大会ぶりの優勝[35]。
- 16日 - ポーランド代表・アルカディウシュ・ゴアシュがオーストリアでの交通事故により24歳で死去[36]。
- 18日 - ブラジル・ラジェスで開催された第26回南米選手権男子大会でブラジルが20連覇。
- 23日 - ボリビア・ラパスで開催された第26回南米選手権女子大会でブラジルが6連覇[37]。
- 25日 - クロアチア・ザグレブで開催された第24回欧州選手権女子大会でポーランドが2連覇[38]。
- 27日 - タイ・スパンブリーで開催された第13回アジア選手権男子大会で日本が5大会ぶりの優勝[39]。
- 29日 - エジプト・カイロで開催された第15回アフリカ選手権男子大会でエジプトが10大会ぶりの優勝[40]。

### 11月
- 20日 - 日本で開催された第4回ワールドグランドチャンピオンズカップ女子大会でブラジルが初優勝[41]。日本は5位。
- 27日 - 日本で開催された第4回ワールドグランドチャンピオンズカップ男子大会でブラジルが2大会ぶりの優勝[42]。日本は4位。

### 12月
- 16日 - FIVBが日本バレーボール協会にサーブの2度打ちルール導入を要請[43]。
- 28日 - 茂原アルカスが2006年5月の全日本男女選手権をもって廃部すると発表[44]。

## 国際大会
- ワールドリーグ
  - 決勝  ブラジル 3-1  セルビア・モンテネグロ
    - 3大会連続5回目
- ワールドグランプリ
  - 優勝  ブラジル（4勝1敗）
    - 2大会連続5回目
- ワールドグランドチャンピオンズカップ
  - 男子優勝  ブラジル（5勝0敗）
    - 2大会ぶり2回目

  - 女子優勝  ブラジル（5勝0敗）
    - 初優勝
- アフリカ選手権
  - 男子決勝  エジプト 3-1  チュニジア
    - 10大会ぶり3回目

  - 女子決勝  ケニア 3-1  ナイジェリア
    - 4大会ぶり5回目
- 北中米選手権
  - 男子決勝  アメリカ合衆国 3-1  キューバ
    - 2大会連続6回目

  - 女子決勝  アメリカ合衆国 3-2  キューバ
    - 3大会連続5回目
- 南米選手権
  - 男子優勝  ブラジル（5勝0敗）
    - 20大会連続25回目

  - 女子優勝  ブラジル（6勝0敗）
    - 6大会連続14回目
- アジア選手権
  - 男子決勝  中国 0-3  日本
    - 5大会ぶり6回目

  - 女子決勝  中国 3-0  カザフスタン
    - 10大会連続11回目
- 欧州選手権
  - 男子決勝  ロシア 2-3  イタリア
    - 2大会連続6回目

  - 女子決勝  ポーランド 3-1  イタリア
    - 2大会連続2回目
- 欧州チャンピオンズリーグ
  - 男子決勝  トゥールVB 3-1  イラクリス・テッサロニキVC
    - 初優勝

  - 女子決勝  フォッパペドレッティ・ベルガモ 3-0  アシステル・ノヴァーラ
    - 5年ぶり4回目
- AVCアジアクラブ選手権
  - 男子優勝  ラハトCSKA（5勝1敗）
    - 初優勝

  - 女子優勝  天津ブリヂストン（6勝0敗）
    - 初優勝

## 国内大会

### 日本
- 第11回Vリーグ
  - 男子
    - 優勝：東レ・アローズ

  - 女子
    - 優勝：NECレッドロケッツ

- 第54回黒鷲旗全日本選手権
  - 男子
    - 優勝：東レ・アローズ

  - 女子
    - 優勝：パイオニアレッドウィングス

### 韓国
- 韓国Vリーグ2005
  - 男子
    - 優勝：三星火災

  - 女子
    - 優勝：KT&Gアリエールズ

## 死去
- 9月16日 - アルカディウシュ・ゴアシュ （24）